# Garrido
Garrido ist ein spanischer Familienname.

## Namensträger
- Adrián Garrido (* 2001), äquatorialguineischer Fußballspieler
- Adriano Garrido (* 1972), brasilianischer Beach-Volleyballspieler
- Alfonso Garrido (* 1968), deutscher Perkussionist
- Angely Garrido (* 2003), venezolanische Mittelstreckenläuferin
- Antonio Garrido (Golfspieler) (* 1944), spanischer Golfspieler
- Antonio Garrido (Autor) (* 1963), spanischer Autor und Hochschullehrer
- Antonio Garrido (Schauspieler) (* 1971), spanischer Schauspieler
- Antonio Eduardo Becali Garrido (* 1963/1964), kubanischer Politiker
- António José da Silva Garrido (1932–2014), portugiesischer Fußballschiedsrichter
- Carlos Garrido (Journalist) (* 1950), spanischer Journalist, Schriftsteller und Archäologe
- Carlos Garrido (Dichter) (Carlos Hugo Garrido Chalén, * 1951), peruanischer Poet
- Carlos Garrido (Fußballspieler, 1977) (Carlos Alberto Garrido Opazo, * 1977), chilenischer Fußballspieler
- Carlos Garrido (Fußballspieler, 1994) (Carlos Garrido Serrano, * 1994), spanischer Fußballspieler
- Carlos Garrido (Fußballspieler) (* 1977), chilenischer Fußballspieler
- Carlos Sampaio Garrido (1883–1960), portugiesischer Diplomat und Judenretter
- Celso Garrido Lecca (1926–2025), peruanischer Komponist
- Eduardo Garrido (* 1967), brasilianischer Beachvolleyballspieler
- Elsa Garrido (Pädagogin), Pädagogin und Hochschullehrerin
- Elsa Garrido (Politikerin) (* 1977), são-toméische Politikerin und Umweltschützerin
- Francisca Herrera Garrido (1869–1950), spanische Schriftstellerin
- Francisco Garrido Patrón (* 1953), mexikanischer Politiker
- Gabriel Garrido (* 1950), argentinischer Musiker, Musikwissenschaftler und Dirigent
- German Garrido (* 1948), spanischer Golfspieler
- Gonzalo Garrido (* 1973), chilenischer Radrennfahrer
- Ignacio Garrido (* 1972), spanischer Golfspieler
- Javier Garrido (* 1985), spanischer Fußballspieler
- Javier Pérez Garrido (* 1985), spanischer Komponist und Dirigent im Bereich der Blasmusik
- Jesús Garrido (* 1970), spanischer Volleyballspieler
- Jonathan Garrido (* 1973), spanischer Bahnradfahrer
- José Garrido (Fußballspieler) (1960–2024), portugiesischer Fußballspieler und -trainer
- José Antonio Garrido (* 1975), spanischer Radrennfahrer
- José Domingo Ramírez Garrido (1888–1958), mexikanischer Botschafter
- Juan Garrido (Konquistador) (1487–1547), afrikanisch-spanischer Konquistador
- Juan Ramón Garrido (* 1963), chilenischer Fußballspieler
- Juan Santiago Garrido (1902–1994), chilenischer Musikwissenschaftler und Komponist
- Lizardo Garrido (* 1957), chilenischer Fußballspieler
- Lucirio Antonio Garrido (* 1992), venezolanischer Mittelstreckenläufer
- Luis Garrido (Sportschütze) (* 1952), puerto-ricanischer Sportschütze
- Luis de Garrido (* 1960), spanischer Architekt
- Luis Garrido (Fußballspieler, Mai 1990) (Luis Ramón Garrido Esquivel; * 1990), honduranischer Fußballspieler
- Luis Garrido Díaz (1898–1973), mexikanischer Jurist, Philosoph und Hochschullehrer
- Luis Fernando Garrido (* 1990), honduranischer Fußballspieler
- Luis Javier Garrido (1941–2012), mexikanischer Politikwissenschaftler
- Luis Ramón Garrido (* 1996), mexikanischer Badmintonspieler
- María Garrido (* 1994), venezolanische Leichtathletin
- Martín Garrido (* 1974), argentinischer Radrennfahrer
- Mauricio Garrido (* 1996), peruanischer Leichtathlet
- Omar Garrido, mexikanisch-deutscher Opern- und Konzertsänger in der Stimmlage Tenor
- Orlando Garrido (Gewichtheber) (1924–2015), kubanischer Gewichtheber
- Orlando Garrido (Leichtathlet), brasilianischer Speerwerfer
- Orlando H. Garrido (1931–2024), kubanischer Zoologe und Tennisspieler
- Pablo Garrido (Komponist) (1905–1982), chilenischer Komponist
- Pablo Garrido (Leichtathlet) (* 1938), mexikanischer Marathonläufer
- Phillip Craig Garrido (* 1951), Sexualstraftäter, siehe Entführung von Jaycee Lee Dugard
- Raquel Garrido (* 1974), chilenisch-französische Politikerin
- Raúl Garrido, uruguayischer Fußballspieler
- Raúl Hernández Garrido, spanischer Dramaturg und Filmregisseur
- Reynaldo Garrido (* 1934), kubanischer Tennisspieler
- Roberto Garrido Padin (* 1945), brasilianischer Bischof der Katholischen Kirche
- Ronald Garrido (* 1958), bolivianischer Fußballspieler
- Tamara Gómez Garrido (* 1991), spanische Triathletin
- Tomás Garrido Canabal (1890–1943), mexikanischer Politiker und Kirchenkritiker
- Víctor Garrido (* 1971), chilenischer Radrennfahrer